# Philip Filleul
Philip Rowland Filleul (15. juli 1885 – 29. juli 1974) var en britisk roer som deltog i de olympiske lege 1908 i London.
Filleul vandt en sølvmedalje i roning under OL 1908 i London. Sammen med Harold Barker, John Fenning og Gordon Thomson kom de på en andenplads i disciplinen firer uden styrmand efter deres landsmænd Collier Cudmore, James Angus Gillan, Duncan MacKinnon og John Somers-Smith.